# Không gian thương (đại số tuyến tính)
Trong đại số tuyến tính, thương của một không gian vectơ V với một không gian vectơ con N là một không gian vectơ thu được khi "thu gọn" N về không. Không gian thu được này gọi là không gian thương và được ký hiệu là V/N (đọc là V modulo N hay V trên N).

## Định nghĩa
Một cách chuẩn tắc, để tạo ra tập thương ta làm như sau (Halmos 1974, §21-22). Cho V là một không gian vectơ trên một trường K, và N là không gian con của V. Ta định nghĩa một quan hệ tương đương trên V bằng mệnh đề x ~ y nếu x − y ∈ N. Tức là, x có quan hệ tương đương với y nếu một phần tử có thể thu được từ phần tử kia bằng cách cộng với một phần tử của tập N. Từ định nghĩa này, ta có thể suy ra rằng mọi phần tử của N đều có quan hệ tương đương với vectơ không; nói chính xác hơn là mọi vectơ trong N được ánh xạ tới lớp tương đương của vectơ không.
Lớp tương đương (hay trong trường hợp này, là lớp lân cận hay coset) của x thường được ký hiệu là
[x] = x + N
bởi nó được cho bằng
[x] = {x + n: n ∈ N}.
Không gian thương V/N vì thế được định nghĩa là V/~, tức là tập gồm tất cả các lớp tương đương trên V theo quan hệ ~. Ta định nghĩa phép nhân với vô hướng và phép cộng trên các lớp tương đương như sau
- α[x] = [αx] với mọi α ∈ K, và
- [x] + [y] = [x+y].

Không khó để kiểm tra rằng các phép toán này không phụ thuộc vào cách chọn phần tử đại diện của lớp tương đương. Các phép toán trên xác lập không gian thương V/N là một không gian vectơ trên trường K với N là lớp không, [0].
Ánh xạ gán mỗi phần tử v ∈ V với lớp tương đương của nó [v] được gọi là ánh xạ thương.

## Một số ví dụ
Cho các không gian X = R2 là mặt phẳng Đề-các chính tắc, và Y là một đường thẳng đi qua gốc tọa độ trong X. Vậy không gian thương X/Y được xác định là không gian gồm tất cả các đường thẳng trong X và song song với Y. Nói cách khác, các phần tử của tập thương X/Y là các đường thẳng trong X song song với Y. Dựa vào điều này ta có thể minh họa không gian thương một cách hình học. Bằng cách thay đổi tham số các đường thẳng, không gian thương trên còn được quy ước biểu diễn là không gian của tất cả các điểm nằm trên bất kỳ một đường thẳng đi qua gốc tọa độ nhưng không song song với Y. Tương tự, không gian thương trong R3 trên một đường thẳng đi qua gốc tọa độ là tập hợp tất cả đường thẳng trong R3 song song với nó, và còn có thể được biểu diễn là không gian vectơ gồm một mặt phẳng chỉ cắt đường thẳng trên tại gốc tọa độ.
Một ví dụ khác là không gian thương của Rn bởi một không gian con được sinh bởi hệ m vectơ cơ sở chính tắc đầu tiên. Không gian Rn gồm các vectơ là bộ n số thực, được viết dưới dạng (x1,…,xn). Không gian con, ký hiệu Rm, bao gồm tất cả các bộ n số thực sao cho n−m phần tử cuối cùng của mỗi bộ đều là zero: (x1,…,xm,0,0,…,0). Hai vectơ của Rn cùng thuộc một lớp tương đương modulo không gian con trên khi và chỉ khi mỗi phần tử trong số n−m phần tử cuối của hai vectơ là giống nhau. Không gian thương Rn/ Rm vì vậy đẳng cấu với Rn−m.
Một cách tổng quát hơn, nếu V là một tổng trực tiếp hay tổng trong của hai không gian con U và W,
{\displaystyle V=U\oplus W}
thì không gian thương V/U là đẳng cấu tự nhiên với W (Halmos 1974, Theorem 22.1)
Một ví dụ quan trọng của một không gian hàm thương là một không gian Lp.

## Tính chất
Tồn tại một toàn cấu từ V tới không gian thương V/U gán mỗi phần tử x của V với lớp tương đương của nó [x]. Hạt nhân (kernel hay ker) của toàn cấu này là không gian con U. Quan hệ này được tóm tắt ngắn gọn bởi dãy đúng ngắn sau
{\displaystyle 0\to U\to V\to V/U\to 0.\,}
Nếu U là một không gian con của V, số chiều của V/U được ký hiệu là số đối chiều (codimension) của U trong V. Bởi vì một hệ cơ sở của V có thể được lập từ một hệ cơ sở A của U và một hệ cơ sở B của V/U bằng cách cộng thêm một đại diện của từng vectơ của B vào A, số chiều của V là tổng của số chiều của U và V/U. Nếu V là hữu hạn chiều, suy ra rằng codim của U trong V bằng hiệu giữa chiều của V và chiều của U (Halmos 1974, Theorem 22.2)
{\displaystyle \mathrm {codim} (U)=\dim(V/U)=\dim(V)-\dim(U).}
Cho T: V → W là một toán tử tuyến tính. Hạt nhân của T, ký hiệu là ker(T), được định nghĩa là tập hợp các vectơ x ∈ V sao cho Tx = 0. Hạt nhân là một không gian con của V. Định lý đẳng cấu thứ nhất của đại số tuyến tính phát biểu rằng không gian thương V/ker(T) đẳng cấu với ảnh của V trong W. Một hệ quả trực tiếp, cho trường hợp không gian hữu hạn chiều, là định lý về hạng và số vô hiệu như sau: số chiều của V bằng số chiều của hạt nhân (nullity của toán tử T) cộng với số chiều của ảnh (hạng hay rank của T).
Cokernel của một toán tử tuyến tính T: V → W được định nghĩa là không gian thương W/im(T).